# Johnson City (Texas)
Johnson City és una població dels Estats Units a l'estat de Texas. Segons el cens del 2000 tenia 1.191 habitants.

## Demografia
Segons el cens del 2000, Johnson City tenia 1.191 habitants, 442 habitatges, i 317 famílies. La densitat de població era de 343,2 habitants/km².
Dels 442 habitatges en un 36,9% hi vivien nens de menys de 18 anys, en un 56,6% hi vivien parelles casades, en un 11,3% dones solteres, i en un 28,1% no eren unitats familiars. En el 24% dels habitatges hi vivien persones soles el 12,7% de les quals corresponia a persones de 65 anys o més que vivien soles. El nombre mitjà de persones vivint en cada habitatge era de 2,57 i el nombre mitjà de persones que vivien en cada família era de 3,07.
Per edats la població es repartia de la següent manera: un 28% tenia menys de 18 anys, un 6,5% entre 18 i 24, un 27,3% entre 25 i 44, un 21,2% de 45 a 60 i un 17,1% 65 anys o més.
L'edat mediana era de 37 anys. Per cada 100 dones de 18 o més anys hi havia 84,5 homes.
La renda mediana per habitatge era de 34.148 $ i la renda mediana per família de 39.375 $. Els homes tenien una renda mediana de 30.529 $ mentre que les dones 21.607 $. La renda per capita de la població era de 14.977 $. Aproximadament el 9,2% de les famílies i el 12,5% de la població estaven per davall del llindar de pobresa.

## Poblacions més properes
El següent diagrama mostra les poblacions més properes.